# ياسمينا رضا
ياسمينا رضا (بالفرنسية: Yasmina Reza)‏ وإسمها الحقيقي إيفيلين أغنيس ياسمينا رضا (بالفرنسية: Évelyne Agnès Yasmina Reza)‏ هي كاتبة مسرحية وممثلة وروائية وكاتبة سيناريو فرنسية من أصل يهودي إيراني وروسي ومجري ولدت في يوم 1 مايو 1959 في مدينة باريس عاصمة فرنسا، ألفت عدة مسرحيات أشهرها إله المجرزة في سنة 2006 ومسرحية فن في سنة 1995 وقد حازت على عدة جوائز مثل جائزة موليير وجائزة توني وجائزة لورنس أوليفر.

## الأعمال
- فن 1994
- إله المجزرة

## روابط خارجية
- ياسمينا رضا على موقع IMDb (الإنجليزية)
- ياسمينا رضا على موقع الموسوعة البريطانية (الإنجليزية)
- ياسمينا رضا على موقع مونزينجر (الألمانية)
- ياسمينا رضا على موقع ألو سيني (الفرنسية)
- ياسمينا رضا على موقع ميوزك برينز (الإنجليزية)
- ياسمينا رضا على موقع أول موفي (الإنجليزية)
- ياسمينا رضا على موقع قاعدة بيانات برودواي على الإنترنت (الإنجليزية)
- ياسمينا رضا على موقع قاعدة بيانات الأفلام السويدية (السويدية)
- ياسمينا رضا على موقع ديسكوغز (الإنجليزية)
- ياسمينا رضا على موقع قاعدة بيانات الفيلم (الإنجليزية)